# سارا فوستر
ساره فوستر (بالإنجليزية: Sara Foster) هي ممثلة أمريكية و عارضة ازياء سابقا ولدت في 5 فبراير 1981 في لوس أنجلوس في كاليفورنيا، من الأفلام التي ظهرت فيها الوثبة الكبيرة وكذلك ظهرت في فيديو أغنية shape of my hart لفرقة باكستريت بويز، وهي متزوجة من لاعب التنس الألماني السابق تومي هاس.

## روابط خارجية
- سارا فوستر على موقع IMDb (الإنجليزية)
- سارا فوستر على موقع ألو سيني (الفرنسية)
- سارا فوستر على موقع أول موفي (الإنجليزية)
- سارا فوستر على موقع قاعدة بيانات الأفلام السويدية (السويدية)
- سارا فوستر على موقع إن إن دي بي (الإنجليزية)
- سارا فوستر على موقع قاعدة بيانات الفيلم (الإنجليزية)
- سارا فوستر على موقع كينوبويسك (الروسية)